# Sicyopterus fasciatus
 Sicyopterus fasciatus és una espècie de peix de la família dels gòbids i de l'ordre dels perciformes.

## Morfologia
- Els mascles poden assolir 15 cm de longitud total.[5][6]

## Hàbitat
És un peix d'aigua dolça, de clima tropical i demersal.

## Distribució geogràfica
Es troba a Madagascar i Myanmar.

## Observacions
És inofensiu per als humans.